# Akkoord van Ohrid
Het Akkoord van Ohrid is een vredesakkoord tussen de Macedonische regering en de etnische Albanese paramilitaire UÇK-M. Het verdrag werd op 13 augustus 2001 in aanwezigheid van secretaris-generaal van de NAVO George Robertson en de vertegenwoordiger van de Europese Unie, Javier Solana getekend in Ohrid.
Het verdrag maakte een eind aan het gewapende conflict tussen etnische Albanezen en de Macedonische regering. De spanningen waren ontstaan toen er in 1998 in Macedonië een regering aan de macht kwam die onvoldoende rekening hield met de Albanese minderheid. Ook de Kosovo-oorlog droeg bij aan de conflicten doordat veel etnisch-Albanezen Kosovo ontvluchtten. In Macedonië woonde een grote Albanese minderheid waaruit het Macedonisch Nationaal Bevrijdingsleger (UÇK-M) ontstond, een organisatie die streefde naar onafhankelijkheid.
Het verdrag schiep voorwaarden voor de emancipatie van de Albanese minderheid doordat de rechten van de etnische minderheden in Macedonië werden uitgebreid. Ook is door het verdrag een democratiseringsproces in gang gezet omdat gestreefd werd naar decentralisering van de overheid.